# Itinga
Itinga là một đô thị thuộc bang Minas Gerais, Brasil. Đô thị này có diện tích 1640,657 km², dân số năm 2007 là 14587 người, mật độ 8,6 người/km².